# Marko Ilešič
Marko Ilešič, slovenski pravnik, * 29. november 1947, † 20. junij 2024.
Bil je univerzitetni profesor, dekan pravne fakultete in sodnik sodišča EU, ki je to funkcijo opravljal od leta 2004.   
Bil je tudi prodekan in dekan na Pravni fakulteti v Ljubljani ter predsednik Nogometne zveze Jugoslavije, kasneje pa član pritožbenega odbora UEFA in FIFA.